# Parque nacional The Broads
The Broads es una red sobre todo de los ríos navegables y lagos (conocidos localmente como broads) en Inglaterra | Reino Unido, en los condados de Norfolk y Suffolk. The Broads y alguna tierra circundante fueron constituidos como área especial con un nivel de protección similar al de los parques nacionales por la Ley de los Broads de Norfolk y Suffolk de 1988 (The Norfolk and Suffolk Broads Act). La autoridad de los Broads, una autoridad estatutaria especial responsable de la administración de la zona, empezó a estar operativa en el año 1989.
La superficie total es de 303 km², la mayor parte de la cual se encuentra en Norfolk, con alrededor de 200 km de vías fluviales navegables. Hay siete ríos y 63 broads, la mayoría de menos de 12 pies de profundidad. 13 broads están generalmente abiertos a la navegación, con otros tres más conteniendo canales navegables. Algunos broads tienen restricciones a la navegación en los meses de otoño e invierno.